# Joe Wylie
Pour les articles homonymes, voir Wylie.
Joe Wylie, né le 10 février 1968, à Washington, est un joueur américain de basket-ball. Il évolue au poste d'ailier fort.

## Palmarès
- Champion de Porto Rico 1995